# 山口勝弘
山口 勝弘（やまぐち かつひろ、1928年4月22日 - 2018年5月2日）は、日本の前衛芸術家。戦後まもなく造形作家として活動を開始し、その後ビデオメディアを用いた表現へと移行。日本におけるメディアアートの先駆者として知られている。筑波大学名誉教授、神戸芸術工科大学名誉教授。

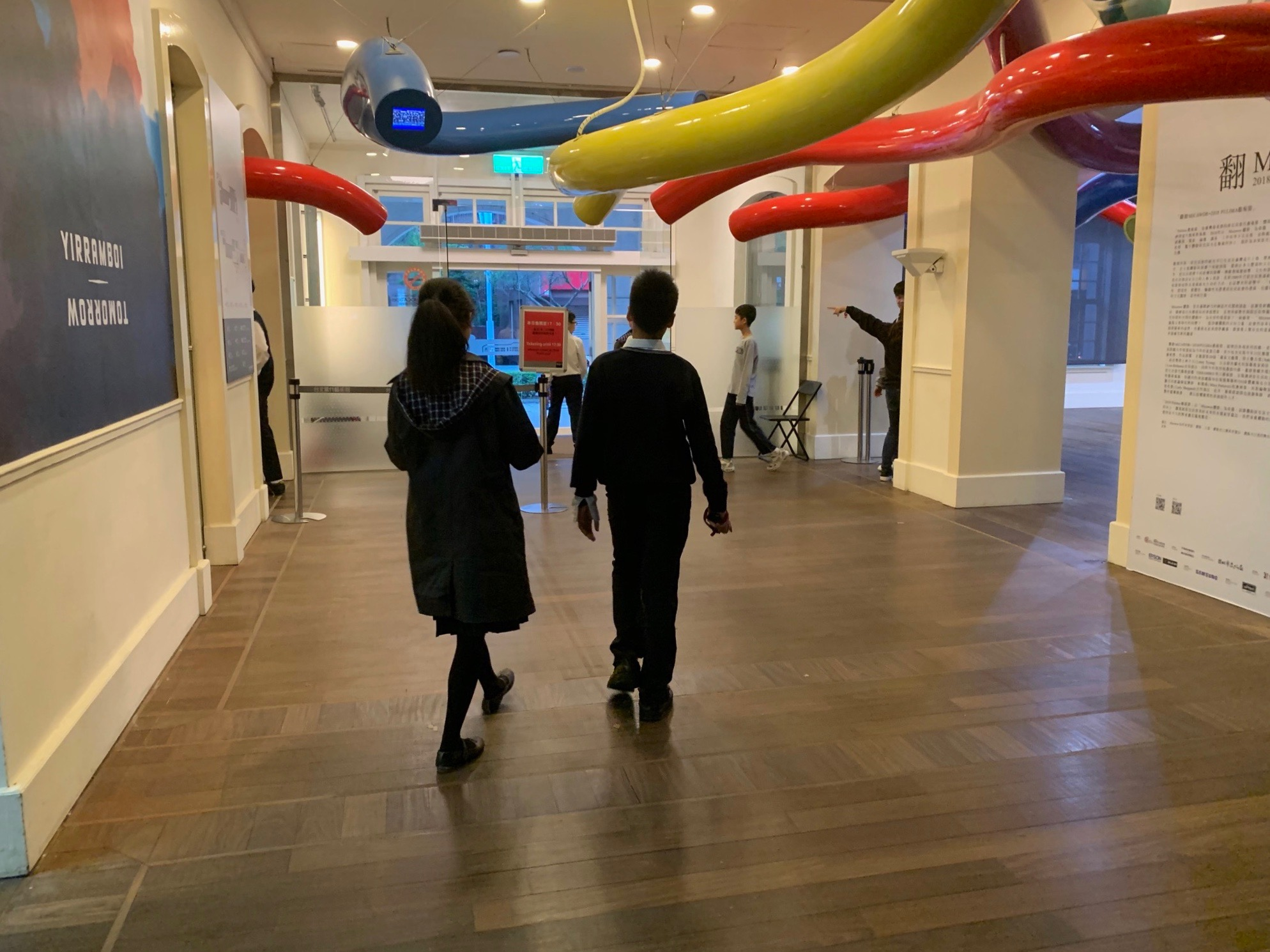
山口勝弘「ドラゴンの形象」台北当代芸術館

## 経歴

### 少年時代
1928年に東京府荏原郡大井町で生まれた。幼い頃から勉強家で多くの本に囲まれて過ごし、時には難しい哲学書や洋書を読んだりして周囲の大人を驚かせていたという。特に船や飛行機などに興味を抱き、その構造を研究したり絵に描いたりもしていた。府立第一中学校(現・都立日比谷高等学校）を卒業後、1945年に日本大学旧工学部予科に入学。その後、文・法の2つの予科を経て、1948年に日本大学法学部法律学科に入学した（1951年卒業）。

### 創作活動の開始
芸術に関しては、特に大学等での専門的な教育を受けておらず、学生時代に大学内のサークルで作品を制作したり、学外の美術講習会に参加したりしながら、独学で学んでいった。また、戦後まもなくGHQによって設置されたCIE図書館に足繁く通い、そこでモホリ＝ナギやジョージ・ケペッシュらの著書を読んで最新の造形思想に触れ、前衛芸術に関する知識と関心を深めていった。そして、大学在学中の1948年に開催したグループ展で初めて抽象絵画を発表し、アーティストとしての活動を開始した。

### 実験工房時代
大学卒業後の1951年秋、詩人・瀧口修造の下に集まった北代省三、武満徹（音楽家）らと共に、インターメディアの活動を目的とするアーティスト集団「実験工房」を結成した。新たなテクノロジーを積極的に導入しながら音楽・美術・文学など芸術の諸領域の融合を目指す「実験工房」の活動は、まさに当時の芸術表現の最先端をいくもので、山口もその中心メンバーの一人として活躍した。「実験工房」は、バレエの上演やピアノの演奏会、オートスライドによる映像上映、電子音楽や造形的インスタレーションなど多角的な活動を展開していったが、山口個人としては同時期、光学的原理に基づくオリジナルな構造を持った造形作品「ヴィトリーヌ」シリーズを制作している。この「ヴィトリーヌ」は山口の初期の代表作と言えるもので、そこには今日のインタラクティブアートにも通じる、極めて先進的な思考が反映されている。

### 1960年代
「実験工房」の活動は1957年頃には下火となり、山口も自身の新たな表現の方向性を模索するようになっていった。そうした一種の閉塞感が漂う中で、1961年10月から1962年1月にかけて、ヨーロッパ（イタリア、スイス、スペイン）およびアメリカ（ニューヨーク）への旅を行っている。その際、特にニューヨークで出会った様々な作品やアーティストとの交流は、山口にとって既存の概念を打ち壊す非常に大きな出来事となった。「ヴィトリーヌ」に別れを告げた山口は、その後立体的な彫刻作品の制作を始める。「布張り彫刻」と呼ばれる作品では、天井や壁面を用いた環境的な展示方法を考案し、ニューヨーク近代美術館の「新しい日本の絵画と彫刻展」（1965年）に選出されるなど、世界的にも高い評価を受けた。1965年以降はアクリル樹脂を素材とした光の彫刻作品へと移行し、さらなる新境地を切り拓いた。そこでは、新しいテクノロジーの象徴としての新素材が巧みに造形表現に取り入れられ、「環境芸術」という新たな概念を提示する試みとして注目された。また1968年には、ヴェネチア・ビエンナーレの日本代表にも選出された。

### 1970年代
1970年に開催された日本万国博覧会では、三井グループ館の総合プロデューサーを務めた。その手腕は、パビリオンの建築計画からマルチメディア・コンテンツの演出、鑑賞装置の設計など、様々な場面において発揮された。同時期、次第にビデオによる芸術表現に注目するようになった山口は、1971年に小林はくどう、中谷芙二子、かわなかのぶひろ、松本俊夫、萩原朔美等、アーティスト仲間と共にグループ「ビデオひろば」を結成する。そこではビデオメディアを、従来の映像メディアとは異なる「社会的なメディア」として捉え、その新たな可能性を展望しながら様々な実験的試みが展開された。これ以降、ビデオメディアを中心とした表現活動を行っていくこととなり、以後数十年にわたって日本のビデオアートの第一人者として活躍した。またアーティスト活動を行う傍ら、1977年に筑波大学の教授に就任し、芸術専門学群総合造形領域において後進の指導にあたった（1992年まで）。

### 1980年代
映像作品、インスタレーション作品、パフォーマンスなど、様々な表現手法を用いてビデオアートの制作を行い、特に海外で精力的に発表を行っていった。また、1981年に開催された神戸ポートアイランド博覧会でテーマ館顧問を務めるなど、社会的な活動にも積極的に関わった。1982年にはメディアによる芸術活動を組織化することを目的とし、グループ「アールジュニ」を結成。若手のアーティスト活動を支援した。また、1989年に始まったテクノロジーアートの祭典「名古屋国際ビエンナーレ・アーテック」（1997年まで隔年開催）ではディレクターの一人として参加し、フェスティバル運営の中心的な役割を果たした。

### 1990年代
1992年３月に筑波大学を定年退官後、神戸芸術工科大学に移り、視覚情報デザイン学科でひき続き後進の指導にあたることとなった（1999年まで）。また淡路島芸術村計画の構想を立ち上げ、同年10月に兵庫県一宮町（現・淡路市）で「第1回世界環境芸術会議」を開催した。そして1994年にその中核となる施設「淡路島山勝工場」が完成し、自身の作品制作および生活の新たな拠点とした。制作についてはひき続き精力的に活動を行い、国内外の個展・作品展で発表を行った。

### 2000年以降
2001年に突然の病に襲われ、その後遺症により不自由な身体となり、第一線の活動から退くことを余儀なくされた。しかし病後も創作意欲が留まる事は無く、構想と手描きのドローイングを中心とした新たな表現活動を行うようになった。2006年には、「メディア・アートの先駆者 山口勝弘展 「実験工房」からテアトリーヌまで」が開催され、アーティストとしての存在感を改めて印象づけた。この頃は、展示規模の大小を問わず意欲的に作品発表行うと共に、国際的な芸術文化の祭典「神戸ビエンナーレ」の組織委員を務め（2007年～現在）、初回には招待作家としてインスタレーション作品の発表を行った。2011年3月11日に発生した東日本大震災では、その惨状に心を痛め、犠牲者への鎮魂の思いを込めた32点の絵画作品「三陸レクイエム」を制作。国内外で発表を行った（ロンドンでは映像作品のみ）。一方、美術界では戦後日本の前衛芸術を再評価する機運が高まり、2013年から2014年にかけて、山口がかつて在籍した「実験工房」の活動を紹介する大規模な巡回展「実験工房展－戦後芸術を切り拓く」が開催された。2014年10月には、晩年の山口がスケッチブックに描き続けていた絵と文章から構成された最後の自費出版物『IMAGINARIUM』が作家自身による「仮想プロジェクト」として発表された。2018年5月2日、敗血症のため死去。90歳没。
山口が遺した1945年から1955年における未発表の日記資料については「戦後日本の前衛美術のクロス・レファレンス的研究 1945-1955」として、大谷省吾、五十殿利治、西澤晴美により緻密な研究が行われてきた。その研究成果の一部が神奈川県立近代美術館 鎌倉別館の「山口勝弘展 『日記』（1945－1955）に見る」展（2022年）として一般に公開された。

### 教育者として
筑波大学・神戸芸術工科大学で22年間にわたって教鞭を取り、多くの学生達を育てた。特に筑波時代の教え子からは、岩井俊雄、明和電機など多くの著名なメディアアーティストが誕生している。また、神戸時代の教え子の中からは、晩年の山口との創作活動の記録をアート・アーカイブ研究へと発展させる試みも生まれている。

### 研究者として
作品制作と並行して、1950年代からアートとテクノロジーについての研究・評論活動を行ない、膨大な数の記事や論文を発表している。また、これまでに10冊の著書を出版している。2000年には「電子的環境に包まれた今日社会の環境を見つめ直し、専門分化された芸術・デザインの領域を総合的な視点で再検討する」ことを目標に掲げ、自らが発起人となって「環境芸術学会」を設立。初代会長を務めた。

## 著書
- 『不定形美術ろん』 学芸書林　1967年
- 『環境芸術家キースラー』 美術出版社　1978年
- 『作品集　山口勝弘360°』 六耀社　1981年
- 『冷たいパフォーマンス　ポスト・モダン講義』 朝日出版社　1983年 （清水徹との共著）
- 『ロボットアヴァンギャルド』 PARCO出版局　1985年
- 『パフォーマンス原論』 朝日出版社　1985年
- 『映像空間創造』 美術出版社　1987年
- 『メディア時代の天神祭』 美術出版社　1992年
- 『UBU遊不遊』 絶版書房　1992年
- 『IMAGINARIUM』[4] 絶版書房　2014年

## 受賞
- 第4回長岡現代美術館賞展　大賞　1967年
- 第8回現代日本美術展　国立近代美術館賞　1968年
- 第1回現代国際彫刻展　優秀賞　1969年
- 第13回サンパウロ・ビエンナーレ　ビラーレス工業賞　1975年
- 第9回ロカルノ国際ビデオアートフェスティバル　黄金のレーザー賞　1985年
- 第14回ロカルノ国際ビデオアートフェスティバル　ヨーロッパ共同体名誉賞およびロカルノ市グランプリ　1993年
- 第42回毎日芸術賞　2001年
- 第7回文化庁メディア芸術祭　功労賞　2003年[5]
- 2013年度環境芸術学会賞　功労賞　2013年